# Jovan Paču
Jovan Paču (srbsko Јован Пачу), srbski skladatelj in zdravnik, * 17. marec 1847, Aleksandrovo pri Subotici, † 30. oktober 1902, Zagreb.
Glasbeno se je zasebno izpopolnjeval pri Bedřichu Smetani. 
Njegovo najbolj znano delo je danes ponarodela skladba Brankovo kolo.